# Quero (Ekwador)
Quero – miasto w Ekwadorze, w prowincji Tungurahua, siedziba kontonu Quero.